# OpenProj

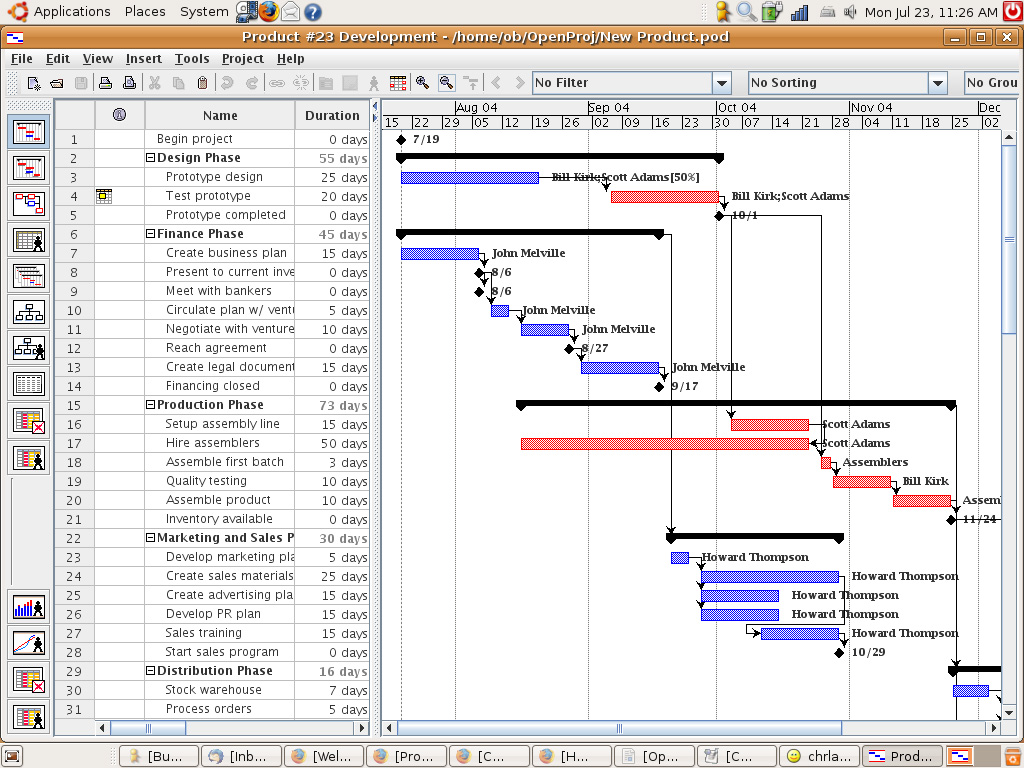
Imagem da página principal

OpenProj é um software de gestão de projetos, de código aberto, que pretende ser um substituto completo para o Microsoft Project, sendo capaz de abrir arquivos Project nativos existentes. Ele foi desenvolvido pela Projity em 2007, sendo executado na plataforma Java, permitindo que ele seja executado em uma variedade de diferentes sistemas operacionais.
O OpenProj saiu do beta com a liberação da versão 1.0, em 10 de janeiro de 2008.
No final de 2008, a Projity foi adquirida pela Serena Software. A partir do início de 2009, o suporte para o OpenProj e a comunicação sobre seu desenvolvimento pareciam ter sido suspensos. No entanto, havia comitações ativas que permaneciam no CVS, o que indica que um membro da comunidade de código aberto estava melhorando o programa e/ou corrigindo problemas técnicos. Se o software permanece ou não de código aberto sob essas condições comerciais continua a ser vista.
A versão atual inclui:
- Custo do Valor agregado
- Gráfico de Gantt
- Gráfico PERT
- Gráfico de Estrutura analítica de recursos (EAR)
- Relatórios de uso da tarefa
- Gráfico de Estrutura Analítica de Projeto (EAP)[1]

## Popularidade
Ele foi descarregado mais de 2.000.000 vezes em mais de 142 países. Três meses após o lançamento da versão beta, no SourceForge uma média de 60.000 exemplares por mês foram baixadas. Com um percentual de 99,964 atividade SourceForge, no número 15 ele foi listado apenas à frente do Pidgin populares de mensagens de aplicação (software). Em maio de 2008 o número total de downloads no SourceForge atingiu 500 mil.

## ProjectLibre
Devido ao congelamento do OpenProj, que não é atualizado desde 2008, a equipe que o desenvolveu originalmente decidiu criar um novo projeto, iniciando pela última versão do OpenProj e aplicando correções e atualizações há muito aguardadas. Em agosto de 2012, o novo projeto, ProjectLibre, foi liberado para o público. Essa nova versão corrige muitos problemas e traz novas funcionalidades, as quais incluem:
- Importação e exportação de arquivos do/para o Microsoft Project 2010;
- Impressão;
- Exportação para PDF (sem restrições);
- Nova interface de botões;
- Compatibilidade completa com o Project 2010;
- Muitas correções de erros e problemas do OpenProj.